# Pasi Paavisto
Pasi Paavisto (ur. 1967 w Harjavalta) – fiński strongman.
Wymiary:
- wzrost 201 cm
- waga 135 kg

## Osiągnięcia strongman
- 1999
  - 5. miejsce - Mistrzostwa Finlandii Strongman
- 2000
  - 4. miejsce - Mistrzostwa Europy Strongman 2000
  - 1. miejsce - Drużynowe Mistrzostwa Świata Par Strongman 2000
  - 1. miejsce - Drużynowe Mistrzostwa Europy Par Strongman 2000
- 2001
  - 3. miejsce - Mistrzostwa Finlandii Strongman